# 鼻喙短带鳚
鼻喙短带鳚（学名：Plagiotremus rhinorbynchos）为鳚科短带鳚属的鱼类，俗名横口鳚。分布于台湾岛等。该物种的模式产地在Wahia、Ceram。